# Нуево-Ларедо
27°29′11″ пн. ш. 99°30′29″ зх. д. / 27.486388888889° пн. ш. 99.508055555556° зх. д.
Нуево-Ларедо — місто на крайній півночі мексиканського штату Тамауліпас, на кордоні зі США. Нуево-Ларедо розташований на південному березі Ріо-Гранде, відомого в Мексиці як Ріо-Браво, а Ларедо (Техас) розташований на північному березі. Місто має 384 033 жителів (станом на 2010 рік) і розташоване на висоті 188 м над рівнем моря. Нуево-Ларедо — адміністративний центр муніципалітету Нуево-Ларедо.

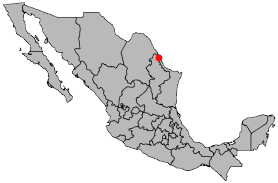
Розташування Нуево-Ларедо в Мексиці

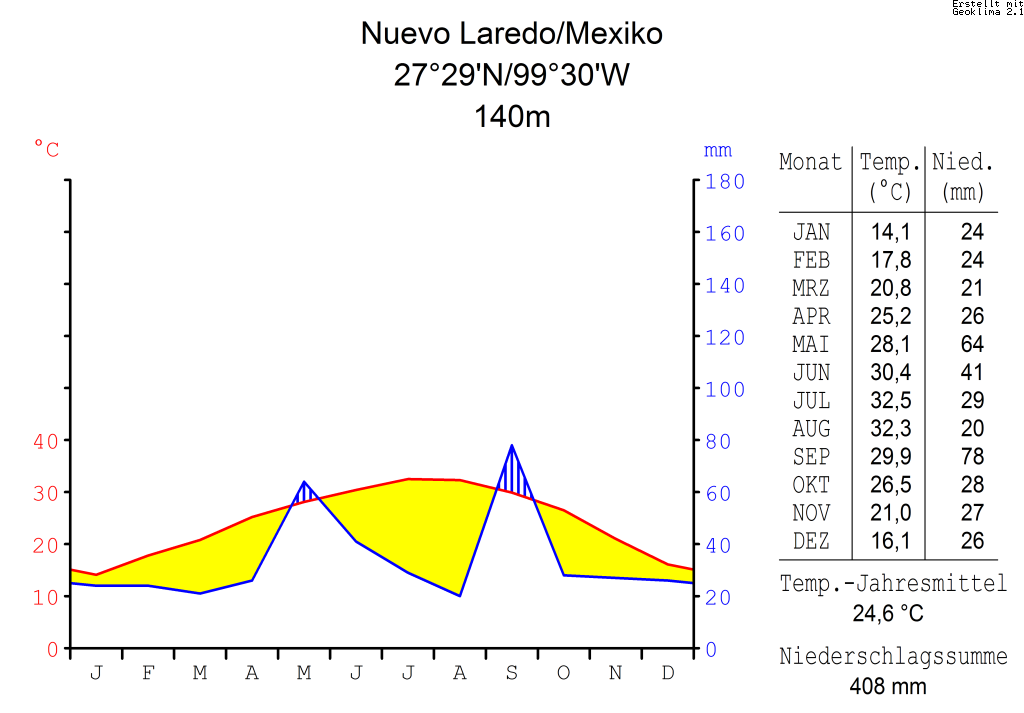
Кліматична діаграма Нуево-Ларедо

Кордон біля Ларедо/Нуево-Ларедо є відправною точкою першої Панамериканської дороги, шосе, що веде через Мехіко до Центральної Америки, а звідти (з перервою в Даріен, Панама) до всіх держав Південної Америки.

## Історія
Нуево-Ларедо було засновано, коли деякі жителі Ларедо відмовилися стати американцями після того, як Техас був приєднаний до Сполучених Штатів у 1845 році. Після того, як на Ріо-Браво був встановлений державний кордон, вони перетнули річку й оселилися на південній, мексиканській стороні. Згідно з легендою, вони взяли останки своїх померлих родичів з собою, щоб перепоховати їх у Мексиці. Звідси походить девіз міста «Siempre con la Patria» (Завжди з батьківщиною).

### Розвиток населення
| рік   | Населення |
| ----- | --------- |
| 1900¹ | 6,548     |
| 1910¹ | 8,143     |
| 1921¹ | 14 998    |
| 1930¹ | 21,636    |
| 1940¹ | 28 872    |
| 1950¹ | 57,668    |
| 1960¹ | 92,627    |

| рік      | Населення |
| -------- | --------- |
| 1970¹    | 148,867   |
| 1980¹    | 201,731   |
| 1990¹    | 218,413   |
| 1995 рік | 273,797   |
| 2000¹    | 308,828   |
| 2010¹    | 384 033   |

¹ Результати перепису (Джерело: INEGI)

## Географія
Нуево-Ларедо розташований на висоті близько 180 м на північному заході Тамауліпас на Ріо-Гранде, який утворює кордон із Сполученими Штатами на північ від міста. Муніципальна територія межує зі штатом Нуево-Леон на півдні та заході та містом Герреро на сході. Муніципальна територія відносно рівнинна. Клімат сухий і коливається в межах −2 °C взимку і 40 °C у спекотні літні дні. Місцева флора досить бідна, в ній переважають пасовища, кактуси та чагарники. На заході муніципалітету мешкають дикі койоти, благородні олені, фазани та голуби.

## Економіка
Зараз економічне життя Нуево-Ларедо переважно визначається міжнародною торгівлею, оскільки місто є найважливішим прикордонним пунктом для переміщення товарів між Мексикою та США через Міст світової торгівлі. Ця обставина також робить його прикордонною зоною з найбільшим товарообігом у Латинській Америці. Так звані макіладорас, тобто промислові переробні підприємства, також мають тут велике економічне значення.
За останні роки місцева торгівля та сфера послуг так само значно розширилися, тому Нуево-Ларедо зараз серед міст із найнижчим рівнем безробіття в Мексиці. Особливо ресторани на кордоні з США пропонують дуже дешеву їжу для американців, а також біля кордону організовано великий ринок просто неба.
Особливо відомою частиною Нуево-Ларедо в США є так зване Місто хлопчиків, яке також називають La zona de tolerancia (зона толерантності). Це відгороджений муром розважальний район, в якому є шість вулиць з будинками розпусти, ресторанами, барами та магазинами для туристів. Район переважно відвідують жителі Північної Америки. Є поліцейська дільниця та медпункт.

## Наркоторгівля та збройне насильство
Будучи прикордонним містом, Нуево-Ларедо є не лише центром легальних міжнародних вантажних перевезень, але також і торгівлі наркотиками. Кордон з Ларедо (або шосе Interstate 35, що веде звідти) вважається найбільшим пунктом в'їзду наркотиків у Сполучені Штати. Згідно з повідомленнями, два наркокартелі, картель Сіналоа та картель Перської затоки, борються за панування на маршруті через Нуево-Ларедо. Особливо сумнозвісними стали так звані Лос Зетас, колишні спецпідрозділи мексиканської армії та вбивці картелю Перської затоки.
У результаті між 2004 і 2005 роками кількість вбивств у Нуево-Ларедо різко зросла. У червні 2005 року нового начальника міліції застрелили просто в день інавгурації. У лютому 2007 року колишній мер і чинний конгресмен Орасіо Гарса Гарза (PRI) був підстрелений і серйозно поранений по дорозі в аеропорт, але пізніше оговтався від завданих травм (проте його водій помер).